# Newtonova stupnice
Newtonova stupnice je teplotní stupnice kterou navrhl Isaac Newton v roce 1701. Vypracoval první kvalitativní stupnice zahrnující asi dvacet referenčních bodů v rozmezí od „studeného vzduchu v zimě“ do „žhavého uhlí v kuchyňském ohni“. Tento jeho přístup byl poněkud hrubý a problematický a proto s ním byl Newton nespokojený. Věděl, že většina kapalných látek má větší objem při vyšší teplotě a tak vzal kontejner oleje z lněných semínek a jeho změnu objemu s jeho referenčními body. Zjistil, že litr oleje z lněných semínek se zvýšil na 1,0725 litru při teplotě varu vody. Po chvíli definoval „nultý stupeň tepla“ teplota tajícího sněhu a „33 stupňů tepla“ bod varu vody.

## Přepočet na jiné stupnice

### Celsiova stupnice
{\displaystyle C={\frac {100}{33}}\cdot N}
{\displaystyle N={\frac {33}{100}}\cdot C}